# 尉元
尉元（413年—493年9月3日），胡姓尉迟氏，胡名苟仁，一作苟人，代人，北魏将领、大臣。尉元家族為鮮卑大族，父親尉目斤官至中山太守，在當時亦以勇猛見稱。尉元領軍接收因南朝宋內亂而叛歸北魏的宋淮北土地，並鎮守當地數年，穩定當地並建立威信。晚年獲孝文帝奉為三老敬養。

## 生平
尉元十九歲時就己因擅長射箭而聞名。魏太武帝神䴥年间，尉元擔任虎贲中郎将，後轉羽林中郎，期間都表現得小心而恭敬嚴肅，以不會鬆懈怠惰而知名，太武帝亦看中他為人宽大及有風采，讓他转任驾部给事中。尉元後來又獲赐爵富城男 ，加寧遠將軍。
魏文成帝和平年间，尉元任北部尚书，加散騎常侍；後进爵太昌侯，拜冠軍將軍。天安元年（466年），在義嘉之難中支持劉子勛政權的徐州刺史薛安都因子勛政權覆亡而向宋明帝政權歸降，但宋明帝卻故意以張永及沈攸之領重兵迎降，這令薛安都恐懼並轉而向北魏請降。尉元遂獲授使持節、都督東道諸軍事、鎮南大將軍、博陵公，與城陽公孔伯恭率領一萬兵赴徐州治所彭城（今江蘇徐州市）。在途中，宋東平太守申纂向尉元詐降，尉元卻看穿其計謀，表面接受其投降卻暗中防備，最終申纂亦據無鹽縣（今山東東平無鹽故城）不降。另外本亦與安都向宋明帝投降的兗州刺史畢眾敬雖一直不肯降魏，但卻因兒子畢元賓因他事不獲明帝免死而改變主意，尉元遂派兵佔領兗州治所瑕丘（今山東兗州市東北），並繼續兵向彭城。尉元到彭城時，沈攸之等軍已經在彭城附近的下磕戍駐屯，另置輜重於武原（今江蘇邳州市西北）。薛安都開門迎尉元入城，尉元就依文成帝旨意任命安都為徐州刺史，讓中書侍郎高閭及李璨先隨安都入城並取走徐州府庫的鑰匙，在讓孔伯恭領精兵二千安撫城內外軍民後自己才入城。當晚張永就進攻彭城南門，但無法攻破而退兵。

### 納降破敵
尉元接管彭城後並不禮待薛安都，令薛安都有叛離之心，但因尉元早作防備而無法實行，安都只得大額賄賂尉元並殺掉女婿裴祖隆替自己頂罪。尉元見張永仍然據險，強攻只會折損兵力，就命李璨與安都留守彭城，自己率領精兵軍進攻呂梁（今江蘇徐州市東南）的宋龍驤將軍謝善居。謝善居投奔在茱萸（今江蘇徐州市東北）的散騎侍郎張引，二人遂進而與在武原守輜重的王穆之會合。尉元接著就對王穆之四面進攻，擊破了王穆之外營並奪其輜重。王穆之軍於此戰死傷過半，尉元卻故意緩下進攻，並給他留下退路，他遂領敗軍與張永等軍會合。次年（467年）正月，張永及沈攸之面對尉元進攻決定棄城撤退，但因為當時河道結冰而被逼棄船步走，這樣就在呂梁以東遭到尉元及薛安都等軍前後截擊。魏軍追擊宋軍達六十多里，共造成宋軍過萬人陣亡，沿途都有屍體，並丟下了大量軍需品及武器，又俘了垣恭祖及沈承伯等宋將。
尉元雖然擊退了張永等主力軍，但在原屬宋廷的淮北地區仍有據守團城（今江蘇徐州市東北）的張讜、下邳（今江蘇邳州市）的王玄載、東陽（今山東青州市）的沈文秀、歷城（今山東濟南市歷城區）的崔道固、升城（今山東長清縣西南）的房崇吉、梁鄒（今山東鄒平縣北）的劉休賓等城邑尚不降於魏。尉元就上書朝廷，表示彭城物資缺乏，提出從冀相濟兗四州運糧支援，並以從宋軍俘獲的九百多艘船隻運輸，獲得允許。同年（467年）秋季，宋明帝再派沈攸之北伐，攸之以當時清水及泗水已乾涸，難通漕運為由反對但不果，但他們在走到離下邳五十多里的焦墟時卻接到明帝還軍的命令，然而尉元此時已派了孔伯恭領一萬兵前往抵抗，並故意送還之前被俘、手腳傷殘的宋兵，用以瓦解攸之軍中士氣。守下邳的軍主陳顯達當時領二千兵到雎口迎攸之大軍，卻遭孔伯恭擊敗，伯恭隨後進攻攸之，攸之遭受魏軍追擊期間受重創，只得逃入陳顯達營壘中防守。八月十八日（467年10月2日），攸之部眾潰敗，攸之本人棄眾南歸淮陰，宋軍這次敗走又遺下數以萬計的軍需品和武器。此戰後，尉元寫書向王玄載陳以利害，玄載遂乘夜狼狽南走，而在宿豫、淮陽的南朝宋軍戍亦隨玄載棄守下邳及魏軍進攻而被放棄。另一方面，尉元亦向張讜招降，張讜終在皇興二年（宋泰始四年，468年）向北魏獻城投降。而另一魏將慕容白曜在這兩年間亦先後逼降了崔道固、沈文秀及劉休賓等，劉宋在淮北一帶主要地邑的殘餘勢力至此基本被肅清。尉元獲任命為持節、都督徐南北兗州諸軍事，鎮東大將軍，開府，徐州刺史，淮陽公、散騎常侍、尚書。後在延興元年（471年）假淮陽王。

### 穩定淮北
尉元在徐州期間曾平滅了自稱晉王的司馬休符，又在延興三年（473年）擊退了進攻淮北的宋將蕭順之、王勑懃。尉元又曾上表稱許時任上黨令的淮陽人韓念祖，說他在魏軍初至，原居民逃亡至令當地人口凋零之時成功招集了二百多戶人歸附，又引睢陵縣人趙憐等稱讚念祖之語，請求讓韓念祖出任睢陽令，讓他繼續在當地招集離散人口的工作。這項請求得到朝廷准許，而他亦喜歡這樣將在下者的美事向朝廷傳達。太和初年，尉元受徵入朝為內都大官，接著調任使持節、鎮西大將軍、開府、統萬鎮都將，任內得人心，並在太和三年（479年）正式進爵淮陽王。但南朝權臣蕭道成也在尉元進封王爵這一年篡宋建齊，並趁淮北民心仍然思念漢人政權而派出說客進行反間計以致多處地方出現人民起事，逼使北魏出兵鎮壓。太和四年（480年），因應蘭陵人桓富與昌慮人桓和聯結了泰山盜賊張和顏等人佔據五固，推司馬朗之為主，魏廷以尉元素有威名，以尉元為使持節、侍中、都督南征諸軍事、征西大將軍、大都將，領兵進攻五固。太和五年（481年），五固為尉元領軍所破，司馬朗之被殺，淮北地區至此安定。

### 奉為三老
及後，尉元先後入朝任侍中、都官尚書及尚書令，並在太和十三年（489年）升任司徒。太和十六年（492年），孝文帝進行爵制改革，異姓王皆需降爵，尉元就依例降封為山陽郡開國公，食邑六百戶。此時尉元上表提出他對安定徐州乃至消滅南朝的意見，提出彭城是水陸要鎮，而現在該以做好軍備為要務，建議將現時戍彭城鎮的胡人都換成南豫州的漢人士兵，另派鮮卑兵補滿兵數，以防昔日雜胡士兵常常違法叛亂之事再發生。尉元亦在此年多番上表要求退休，得孝文帝允許，並獲賜宴及冠服。孝文帝此時推崇儒家孝道，以尉元為三老、游明根為五更，皆養於明堂，另又養國老及庶老於階下，更給予三老上公級別的俸祿，五更也得元卿級別的俸祿。
太和十七年（493年），尉元病重，孝文帝親自前去探望，至八月乙酉日（9月3日）去世後文帝亦親臨其喪。尉元享年八十一歲，朝廷賜諡景桓。

## 子
- 尉詡，《魏書》因避魏孝明帝元詡名諱而作「尉羽」，《北史》則作「元翊」，襲開國公爵，官至征虜將軍、恆州刺史。孝文帝遷都洛陽後改邑博陵郡。
- 尉靜，尚書左民郎中。

## 延伸阅读
[在维基数据编辑]
 《魏書·卷50》，出自魏收《魏书》
 《北史·卷025》，出自李延壽《北史》